# Massimo Grima
Massimo Grima (* 6. August 1979) ist ein ehemaliger maltesischer Fußballspieler.
Grima begann seine Karriere bei den Pietà Hotspurs. Weitere Stationen waren Sliema Wanderers, FC Valletta, FC Mosta und FC Qormi. Im Jahr 2010 schloss er sich den Ħamrun Spartans an.  Auch nach dem Abstieg 2013 blieb er dem Verein treu und ging mit ihm schließlich bis in die dritte Liga. Im Sommer 2016 beendete er seine Karriere. Für die maltesische Fußballnationalmannschaft bestritt er zwischen 1997 und 2010 mit einigen längeren Pausen 13 Länderspiele.